# Austria Romana
Austria Romana (německy Römisches Österreich, tedy Římské Rakousko) je latinské označení historického a kulturního dědictví dnešního Rakouska z římského období.

## Historie
Území celého dnešního Rakouska bylo pod přímým či nepřímým politickým vlivem Říma. Všechna území Zadunají, tzn. jižně od Dunaje, byly od počátku 1. století př. Kr. částí Imperium Romanum a patřily k římským provinciím Rhaetie, Noricum a Panonie. Naproti tomu oblasti Mühlviertel, Waldviertel a Weinviertel severně od Dunaje, již spadaly do tzv. Barbarica, a nebyly pod přímou římskou správou. Římské jednotky neustále překračovaly dunajské limes a prováděly zde výboje proti vnějšímu ohrožení. Zpravidla se však snažili o čilé a mírové soužití s germánskými kmeny usazenými na druhé straně řeky.

## Časová osa
Přibližně 600 let římské politické a kulturní nadvlády lze rozdělit do několika fází:
- od císaře Augusta (cca 15 př. Kr.) po markomanské války (166–180 po Kr.)
- od markomanských válek po vládu císaře Diokleciána (284–305 po Kr.)
- od Diokleciána až do doby kolem roku 400 po Kr. (zhroucení obrany hranic ve Vídeňské pánvi)
- od cca 400 po Kr. po odchodu románského obyvatelstva z provincie Noricum v roce 488 po Kr.
- od roku 488 po Kr. po konec 6. století po Kr. (stěhování národů)